# Параизополис
Параизополис (порт. Paraisópolis) — муниципалитет в Бразилии, входит в штат Минас-Жерайс. Составная часть мезорегиона Юг и юго-запад штата Минас-Жерайс. Входит в экономико-статистический микрорегион Итажуба. Население составляет 19 630 человек на 2006 год. Занимает площадь 331,510 км². Плотность населения — 59,2 чел./км².
Праздник города — 25 января.

## История
Город основан 25 января 1873 года. 

## Статистика
- Валовой внутренний продукт на 2003 год составляет 189 973 089,00 реалов (данные: Бразильский институт географии и статистики).
- Валовой внутренний продукт на душу населения на 2003 год составляет 10 185,13 реалов (данные: Бразильский институт географии и статистики).
- Индекс развития человеческого потенциала на 2000 год составляет 0,779 (данные: Программа развития ООН).